# Rances Barthelemy
Rances Barthelemy (* 25. Juni 1986 in Arroyo Naranjo, Kuba) ist ein kubanischer Profiboxer. Er war von Juli 2014 bis Februar 2015 IBF-Weltmeister im Superfedergewicht und von Dezember 2015 bis Juni 2016 IBF-Weltmeister im Leichtgewicht.
Er ist der jüngere Bruder des Boxers und Olympiasiegers Yan Barthelemí.

## Boxkarriere
Barthelemy erhielt seine boxerische Ausbildung in Kuba und war unter anderem Teilnehmer der Kubanischen Meisterschaften 2003 und 2006. 2008 wanderte er in die Vereinigten Staaten aus und nahm 2009 noch an den National Golden Gloves in Salt Lake City teil, ehe er im August 2009 sein Profidebüt bestritt.
Bis 2013 gewann er jeden seiner 17 Kämpfe, davon 11 vorzeitig. Sein bedeutendster Sieg gelang ihm dabei im Februar 2012 gegen den ebenfalls ungeschlagenen Hylon Williams (Kampfbilanz: 15-0). 2013 gewann er dann zwei IBF-Ausscheidungskämpfe gegen Arash Usmanee (20-0) und Surasak Makordae (41-5).
Er konnte daraufhin am 3. Januar 2014 in Minneapolis um den IBF-Weltmeistertitel im Superfedergewicht boxen und siegte durch K. o. in der zweiten Runde gegen den Titelträger Argenis Mendez (21-2); da der entscheidende zweite Niederschlag jedoch nach dem Rundengong erfolgte, wurde der Kampfausgang nachträglich durch das Minnesota Office of Combative Sports in ein wertungsloses Urteil („No Contest“) geändert und Mendez wieder als IBF-Weltmeister geführt. Den Rückkampf und damit den WM-Titel gewann er dann jedoch am 10. Juli 2014 in Miami einstimmig nach Punkten. Am 4. Oktober 2014 verteidigte er den Titel einstimmig gegen David Saucedo (52-5).
Im März 2015 legte er den IBF-Titel im Superfedergewicht nieder, um in das höhere Leichtgewicht zu wechseln. Mit einem Sieg gegen Antonio DeMarco (31-4) qualifizierte er sich für einen Kampf um den vakanten IBF-Weltmeistertitel dieser Gewichtsklasse und besiegte dabei am 18. Dezember 2015 in Las Vegas Denis Schafikow (36-1) einstimmig nach Punkten. Der Titel war Mickey Bey entzogen worden, weil dieser nicht zu einer Pflichttitelverteidigung gegen Schafikow angetreten war.
Am 3. Juni 2016 boxte er in einer Titelverteidigung gegen den ehemaligen Weltmeister Mickey Bey (22-1) und siegte nach Punkten. Noch im selben Monat legte er den IBF-Titel nieder um erneut in das höhere Halbweltergewicht zu wechseln.
Mit einem Sieg gegen Kiryl Relich (21-1) wurde er Pflichtherausforderer des regulären WBA-Weltmeisters Julius Indongo, der den Titel jedoch im August 2017 abgab. Daraufhin wurde ein Rückkampf zwischen Relich und Barthelemy ausverhandelt, bei dem es nun auch um den vakanten WBA-Titel ging. In diesem Kampf, der am 10. März 2018 in San Antonio stattfand, gewann jedoch diesmal Relich einstimmig nach Punkten.
Barthelemy wechselte daraufhin zurück in das Leichtgewicht und boxte am 27. April 2019 in Las Vegas um die vakanten WM-Gürtel der IBO und WBA, wobei er ein Unentschieden gegen Robert Easter junior (21-1) erreichte. Danach boxte er wieder im Halbweltergewicht und gewann 2021 zwei Kämpfe, ehe er am 30. Juli 2022 in Brooklyn durch TKO gegen Gary Antuanne Russell (15-0) unterlag.
Am 27. April 2024 verlor er einstimmig nach Punkten gegen José Ramírez (28-1).